# هاریت گرین
هاریت گرین، (به انگلیسی: Harriet Green) (زاده ۱۲ دسامبر ۱۹۶۱) کارآفرین و مدیر ارشد اجرایی بریتانیایی است، که در حال حاضر به‌عنوان مدیر عامل اجرایی گروه توماس کوک فعالیت می‌نماید.